# Verwaltungsgliederung Indonesiens
Die Republik Indonesien ist in 38 Provinzen unterteilt. Aceh und Yogyakarta sind Sonderregionen, Jakarta bildet einen Hauptstadtdistrikt. Eine zweite Verwaltungsebene bilden Regierungsbezirke und direkt den Provinzen unterstellte Städte. Darauf folgen die Distrikte und schließlich die Dörfer.

## Provinzen, Sonderregionen und der Hauptstadtdistrikt
Indonesien besteht aus 35 Provinzen (Propinsi), den beiden Sonderregionen (Daerah Istimewa) Aceh und Yogyakarta sowie dem Hauptstadtdistrikt Jakarta (Daerah Khusus Ibukota). Oberhaupt ist jeweils ein gewählter Gouverneur, in Yogyakarta der erbliche Sultan. Die Gouverneure und das Regionalparlament (Dewan Perwakilan Rakyat Daerah) werden alle fünf Jahre neu gewählt.
Die jüngsten Provinzen Indonesiens entstanden durch Abspaltung. Es sind dies: Papua Barat (Westpapua, 2003 von Papua abgespalten), Sulawesi Barat (Westcelebes, 2004 von Südcelebes abgespalten), Kalimantan Utara (Nordborneo, 2012 von Ostborneo abgespalten) sowie Papua Pegunungan (Hochland von Papua), Papua Selatan (Südpapua) und Papua Tengah (Zentralpapua, alle drei 2022 von Papua abgespalten) und Papua Barat Daya (Südwestpapua, 2022 von Papua Barat abgespalten).
Aceh hat eine größere Autonomie von der Zentralregierung. Hier wurde das islamische Recht der Scharia eingeführt.
In Yogyakarta wird das Amt des Gouverneurs vom jeweiligen Sultan von Yogyakarta, dem Hamengkubuwono, in Erbmonarchie ausgeübt. Die Teilautonomie von Yogyakarta und die Sonderregelung für den Sultan im Gouverneursamt wurden zuletzt im August 2012 durch ein nationales Gesetz bestätigt. Demnach darf der Sultan keiner politischen Partei angehören.
Der Gouverneur des Hauptstadtdistrikts Jakarta kann die untergeordneten Bürgermeister der Städte ernennen und entlassen. Außerdem darf die Regierung direkte Kooperationen mit Städten in anderen Ländern eingehen.

## Regierungsbezirke und Städte
In der 2. Verwaltungsebene unterhalb der Provinzen gibt es 416 Regierungsbezirke (Kabupaten, offiziell abgekürzt Kab.), die seit der Verwaltungsreform 2001 große administrative Bedeutung haben. Auf der gleichen Gliederungsebene stehen die 98 provinzunmittelbaren, autonomen Städte (Kota). Bis zum Jahr 1999 gab es Gemeinden (indonesisch Kotamadya). Der Begriff „Gemeinde“ wurden mit dem Gesetz Nr. 22 (Paragraph 121) durch „Kota“ (Stadt) ersetzt.
Den Regierungsbezirken steht ein Regierungspräsident (Bupati), den Städten ein Bürgermeister (Walikota) vor. Sie und die lokalen Parlamente werden alle fünf Jahre vom Volk gewählt.

### Statistische Auswertung vom Jahresende 2022

#### Einwohnerzahl
122 Kabupaten und 31 Kota haben über eine halbe Million Einwohner, davon die Hälfte (69 bzw. 19) mehr als eine Million. Die bevölkerungsreichsten Entitäten liegen fast ausschließlich auf der Insel Java, lediglich zwei Entitäten liegen auf der Insel Sumat(e)ra: die Stadt Medan (12.71) mit 2.528.065 und der Kab. Deli Serdang (12.07) mit 2.012.850 Einwohnern.
Die bevölkerungsreichsten Kabupaten sind
- Bogor (32.01): 5.473.576
- Bandung (32.04): 3.708.344
- Tangerang (6.03): 3.273.321
- Bekasi (32.16): 3.147.268
- Sukabumi (32.02): 2.652.600

16 Kabupaten haben unter 50.000 Einwohner, von denen die drei bevölkerungsärmsten folgende sind:
- Kab. Supiori (91.19, Provinz Papua) mit 25.148 Einwohnern,
- Kab. Tana Tidung (65.04, Kalimantan Utara) mit 27.553 Einw.,
- Kab. Adm. Kep. Seribu (31.1, DKI Jakarta) mit 30.017 Einw.

Bei den autonomen Städten (Kota) zeigt sich ein ähnliches Bild. Die bevölkerungsreichsten zwölf stammen von der Insel Java, die bevölkerungsreichste Stadt außerhalb Javas ist Makassar (Code 73.71 bzw. 1.464.501 Einw.) auf Sulawesi. Die fünf einwohnerstärksten Kota sind:
- Kota Adm. Jakarta Timur (31.75) mit 3.298.225
- Kota Surabaya (35.78) mit 2.987.863
- Kota Adm. Jakarta Barat (31.73) 2.607.909
- Kota Bandung (32.73) 2.545.005
- Kota Medan (12.71) mit 2.528.075

Die vier bevölkerungsärmsten Kota liegen auf der Insel Sumatra: Solok (79.057 Einw.), Sawahlunto (67.769) und Padang Panjang (61.075, alle drei Sumatra Barat) und Sabang (43.176, Provinz Aceh).

#### Fläche
Die drei größten Kabupaten liegen auf der Insel Borneo:
- Kab. Malinau (65.02): 38.914,71 km² mit 15 Kecamatan und 109 Desa
- Kab. Kutai Timur (64.08): 31.585,67 km² mit 18 Kecamatan, 139 Desa und 2 Kelurahan
- Kab. Kapuas Hulu (61.06): 31.225,50 km² mit 23 Kecamatan, 278 Desa und 4 Kelurahan

Die drei kleinsten Kabupaten stammen von der Insel Java
- Kab. Adm. Kep. Seribu (31.01) in der DKI Jakarta (10,73 km²)
- Kota Magelang (33.71) in Jawa Tengah (18,56 km²)
- Kota Mojokerto (35.76) in Jawa Timur (20,22 km²)

26 Kabupaten sind nicht mit ihrer Fläche erfasst, sie stammen alle von den drei Provinzen Papua Selatan, Papua Tengah und Papua Pegunungan.

#### Bevölkerungsdichte
Da Kabupaten mit fehlender Flächenangabe nicht in diese Liste eingehen, erfolgt die Auswertung von nur 390 Kabupaten. 12 Kabupaten haben mehr als 10.000 Einwohner pro km². Die höchste Dichte findet sich in vier der Kabupaten der Hauptstadt Jakarta:
- Kota Adm. Jakarta Pusat (31.71): 23.261 Einw. je km²
- Kota Adm. Jakarta Barat (31.73): 2.0863
- Kota Adm. Jakarta Timur (31.75): 17.776
- Kota Adm. Jakarta Selatan (31.74): 16.571
- Kota Bandung (32.73, Provinz Jawa Barat) mit 15.277 Einwohnern je Quadratkilometer.

Die 17 am dichtesten besiedelten Kabupaten stammen von der Insel Java. Kota Makassar (73.71, Provinz Sulawesi Selatan) mit 8.229 Einwohnern je km² ist das am dichtesten besiedelte Kabupaten außerhalb Javas.

Am geringsten besiedelt sind die Kabupaten Mamberamo Raya (91.20, Provinz Papua) mit nur 1,7 Einwohnern je Quadratkilometer, Kab. Mahaku Ulu (64.11, Provinz Kalimantan Timur) mit 2,0 Einwohnern und Kab. Malinau (65.02, Provinz Kalimantan Utara) mit der Dichte von 2,1 Einwohnern je Quadratkilometer.

#### Anzahl der Kecamatan
46 Regierungsbezirke sind in 25 und mehr Distrikte unterteilt:
Kab. Yakuhimo (95.03, Papua Pegunungan) besteht aus 51 Kecamatan
Kab. Sukabumi (32.02, Jawa Barat) mit 47
Kab. Tolikara (95.04) mit 46
Kab. Garut (32.05) mit 42 Kecamatan.
163 Kabupaten haben zehn oder weniger Kecamatan. Diese drei Kabupaten bestehen jeweils aus nur zwei Kecamatan:
- Kab. Adm. Kep. Seribu (31.01, DKI Jakarta)
- Kota Padang Panjang (13.74) und
- Kota Solok (13.72), beide Provinz Sumatra Barat.

#### Anzahl der Dörfer / Kelurahan
15 Kabupaten haben mehr als 400 Dörfer. Die Kabupaten mit den meisten Dörfern stammen alle aus der Provinz Aceh:
- Kab. Aceh Utara (11.08) mit 852 Dörfern (durchschnittlich 727 Einw. und 3,18 km² pro Dorf)
- Kab. Pidie (11.07) mit 730 Dörfern (602 / 4,29)
- Kab. Bireuen (11.11) mit 609 Dörfern (742 / 2,94)
- Kab. Aceh Besar (11.06) mit 604 Dörfern (705 / 4,73)

14 Kabupaten haben gleich oder weniger als 100 Dörfer (inkl. Kelurahan)
Kota Sabang (11.72, Provinz Aceh) hat nur 18 Dörfer
Kota Batu (35.79, Jawa Timur) hat 24 Dörfer, davon 5 Kelurahan
Kota Banjar (32.79, Jawa Barat) hat 25 Dörfer, davon 9 Kelurahan

## Distrikte
Regierungsbezirke und Städte werden in Distrikte unterteilt (Kecamatan). Ihnen steht der verbeamtete Distriktschef (Camat) vor, der dem Regierungsbezirk beziehungsweise der Stadt untersteht. In den indonesischen Provinzen in Westneuguinea werden die Distrikte durch das Gesetz 21 von 2001 als Distrik und die Leiter als Kepala Distrik bezeichnet. Die Zahl der Distrikte stieg ständig, 2015 betrug die Anzahl 7094, 2016 gab es 7070 und ein Jahr später bereits 7144 bzw. 7145 Kecamatan. Die interaktive Karte des Innenministeriums listet für das Jahresende 2022 7285 Kecamatan auf.
Von diesen haben 37 mehr als eine Viertelmillion Einwohner und zwei sogar über eine halbe Million. Hingegen gab es 56 Kecamatan, die weniger als 1.000 und zehn, die weniger als 500 Einwohner hatten.
Die bevölkerungsstärksten sind in Jakarta beheimatet, die ersten fünf sind
- Cakung, Kota Adm. Jakarta Timur mit 591.291 Einwohnern auf 41,26 km²
- Cengkareng, Kota Adm. Jakarta Barat mit 590.097 Einw. auf 26,54 km²
- Kalideres, Kota Adm. Jakarta Barat mit 464.375 Einw. auf 28,81 km²
- Duren Sawit, Kota Adm. Timur mit 454.578 Einw.auf 22,10 km²
- Cilincing, Kota Adm. Utara mit 452.875 Einw. auf 42,13 km²

gefolgt vom ersten, nicht zu Jakarta gehörende Kecamatan Tambun Selatan (32.16.06) aus dem Kab. Bekasi mit 434.579 Einwohnern auf 42,69 km².
Die 33 bevölkerungsärmsten Kecamatan kommen von der Insel Neuguinea (mit den fünf Papua-Provinzen). In der Rangliste ganz hinten sind zu finden: Wilhelm Roumbouts (315 Einw., Kab. Tambrauw, 96.04.19), Botain (317, Kab. Sorong, 96.01.54) und Tinggouw (334, Kab. Tambrauw, 96.04.20).
447 Kecamatan vereinen mehr als 20 Dörfer (Desa). Der Kec. Abenaho (95.06.03) im Kab. Yalimo, gliedert sich in 108 Dörfer mit durchschnittlich 332 Einwohnern (35.812 Einw. gesamt).
Drei Kecamatan haben jeweils 20 Kelurahan (Dörfer mit städtischem Charakter): Kendal (33.24.15) im gleichnamigen Kabupaten, Langke Rembong (53.10.12.) im Kab. Manggarai und Pandan (12.01.03) im Kab. Tapanuli Tengah.
14 Kecamatan haben über 5.000 km² Fläche, die drei größten sind auf der Insel Kalimantan zu finden:
Serubu Riam (62.12.09) im Kab. Murung Raya hat 8.272,63 km² (7 Dörfer)
Uut Murung (62.12.10) im Kab. Murung Raya mit 7.647,14 km² (5)
Kec. Tabang (64.02.12) im Kab. Kutai Kartanegara mit 7.632,98 (19)
201 Distrikte haben eine Bevölkerungsdichte über 10.000, drei der am dichtesten besiedelten sind:
Johar Baru (31.71.08) in der Kota Adm. Jakarta (58.750,21 Einw. je km²)
Tambora (31.73.04) in der Kota Adm. Jakarta (49.788,01)
Bojongloa Kaler (32.73.04) in der Kota Bandung (40.090,06)
In der Zeit vor der Errichtung der Republik Indonesien war ein Camat ein höherer javanischer Beamter adliger Herkunft. Somit geht diese Bezeichnung, ähnlich wie der Titel Bupati auf ehemalige aristokratische Adelstitel zurück, die von der Republik Indonesien übernommen wurden.

## Dörfer
Die Dörfer bilden die unterste Ebene der Verwaltungseinheiten. Sie können sowohl aus mehreren Ortschaften als auch nur aus Stadtteilen bestehen. Die indonesischen Bezeichnungen für diese Ebene variieren je nach Status und geographischer Lage, wobei in Gesamtübersichten die Bezeichnung Desa (Dorf) verwendet wird. 2015 zählte man 82.505 Desa. Verschiedene Quellen geben für 2016 die Anzahl der Dörfer mit 81430 und für 2017 mit 82395 bzw. 82405 an.
So werden Desas in Aceh als Gampong bezeichnet, auf Neuguinea, in Teilen Kalimantans und in Lampung als Kampung, Pekon in Lampung und in Westsumatra als Nagari.
Kelurahans stehen auf derselben Verwaltungsebene wie Desas, haben aber weniger Autonomie gegenüber den Regierungsbezirken und Städten, denen sie angehören. Ihre Vorsteher (Lurah) werden ernannt, während die Vorsteher der Desas (Kepala Desa) gewählt werden.
In Aceh gibt es als Unterteilung der Distrikte noch das Mukim. Dieser fasst mehrere Dörfer (Gampong) zusammen.

## Namen
Viele Verwaltungseinheiten werden nach ihrer geographischen Lage benannt:
- Barat = West
- Barat Daya = Südwest
- Besar = Groß
- Kecil = Klein
- Kepulauan = Inseln, Inselgruppe
- Laut = Meer
- Pulau = Insel
- Pulau-Pulau = Inseln
- Selatan = Süd
- Timur = Ost
- Tengah = Zentral
- Tenggara = Südost
- Utara = Nord